# Policaón
En la mitología griega, Policaón (en griego Πολυκάων), hijo de Lélege, rey de Laconia, fue el primer rey de Mesenia. Se casó con una ambiciosa mujer llamada Mesene, hija de Tríopas, rey de Argos. Cuando Lélege murió, heredó el trono Miles, su otro hijo. Mesene no consideraba justo que su marido fuese una persona privada. La pareja de recién casados reunió fuerzas de Argos y de Lacedemón e invadieron la región que recibió el nombre de Mesenia por la mujer de Policaón. Después de establecerse en el reino recién conquistado, fundaron la ciudad de Andania, donde construyeron su palacio.